# Wings (album của BTS)
Wings là album phòng thu tiếng Hàn thứ hai của nhóm nhạc nam Hàn Quốc BTS. Album được Big Hit Entertainment phát hành vào ngày 10 tháng 10 năm 2016 với bốn phiên bản khác nhau. Album bao gồm tổng cộng 15 bài hát, trong đó "Blood Sweat & Tears" được phát hành thành đĩa đơn mở đường cho album. Wings là một album chủ đề có nội dung về sự cám dỗ và trưởng thành, với ảnh hưởng sâu sắc từ cuốn tiểu thuyết bildungsroman có tựa đề Demian của Hermann Hesse. Vào ngày 13 tháng 2 năm 2017, album được tái phát hành với tựa đề mới You Never Walk Alone. Đây là phần tiếp theo của canon cho Wings và có thêm ba bài hát mới. Hai đĩa đơn chủ đạo được quảng bá cho album này là "Spring Day" và "Not Today".
Wings và You Never Walk Alone đều nhận được những đánh giá tích cực từ các nhà phê bình âm nhạc. Hai album này bán ra 1,8 triệu bản trên toàn cầu và là các album có doanh số cao kỷ lục của nhóm nhạc vào thời điểm đó. Thành tích về mặt thương mại này đã giúp BTS trở thành một trong số những nghệ sĩ có doanh số album đạt hơn một triệu bản. Theo Bảng xếp hạng Gaon, Wings là album bán chạy nhất năm 2016 tại Hàn Quốc.

## Bối cảnh và phát hành
Vào ngày 31 tháng 8 năm 2016, Big Hit Entertainment công bố buổi hòa nhạc toàn cầu chính thức thứ ba của BTS dành cho người hâm mộ, nơi nhóm sẽ biểu diễn những bài hát mới lần đầu tiên. Từ ngày 4 đến ngày 13 tháng 9, Big Hit Entertainment phát hành một loạt các video ngắn cho mỗi thành viên để quảng bá album sắp phát hành. Các video bắt đầu với "Begin" của Jungkook, tiếp theo là "Lie" của Jimin, "Stigma" của V, "First Love" của Suga, "Reflection" của RM, "Mama" của J-Hope, và kết thúc với "Awake" của Jin.
Vào ngày 25 tháng 9, BTS phát hành đoạn video rap solo của thành viên J-Hope trên YouTube như là trailer cho lần comeback này. Video mô tả tâm trí của một cậu bé gặp một con quỷ được gọi là 'cám dỗ'. Từ ngày 28 tháng 9 đến ngày 4 tháng 10, Big Hit Entertainment "nhá hàng" những hình ảnh chủ đề của album trên các trang Instagram, Twitter và Facebook chính thức tiết lộ album sẽ được phát hành dưới dạng đĩa trong bốn phiên bản: W, I, N và G. Danh sách ca khúc của album sau đó được phát hành vào ngày 5 tháng 10 trên trang web và tài khoản Twitter chính thức. Một đoạn teaser (giới thiệu) cho video âm nhạc cũng được phát hành vào ngày 7 tháng 10 trên YouTube, cho thấy "Blood Sweat & Tears" sẽ là đĩa đơn chính. Big Hit Entertainment cuối cùng đã tiết lộ thiết kế và chi tiết của album dạng đĩa sẽ bao gồm một cuốn ảnh, polaroid, standee mini và áp phích.

## Sáng tác
Trong buổi họp báo về việc phát hành album, trưởng nhóm RM giải thích: "Càng khó cưỡng lại, bạn càng nghĩ và lung lay. Sự không chắc chắn đó là một phần của quá trình trưởng thành. 'Blood Sweat & Tears' là một bài hát cho thấy cách người ta suy nghĩ, lựa chọn và trưởng thành." Biểu tượng như 'đôi cánh' là đại diện cho sự trưởng thành, với Suga nói thêm, "Bài hát chuyển tiếp một quyết tâm lạc quan để sử dụng đôi cánh của chúng ta để đi xa, ngay cả khi chúng ta gặp phải những cám dỗ trong cuộc sống."
Nhóm cũng tiết lộ thông tin về các bài hát khác trong album. Jungkook giải thích trong chương trình xem trước của nhóm trên V Live, rằng ca khúc solo của anh ấy, "Begin", nói về hành trình đến Seoul và gặp gỡ các thành viên BTS. V mô tả bài hát của mình, "Stigma", là "một bài hát thuộc thể loại neo-soul". J-Hope mô tả bài hát của anh, "Mama", là một bài hát không thể nào quên, vì ca khúc nói về những cảm xúc thời thơ ấu của anh dành cho mẹ mình. "Awake" là trải nghiệm đầu tiên của Jin trong việc đồng sáng tác. RM tiết lộ bài hát thứ 14, "Two! Three! (Still Wishing For Better Days)" ("둘! 셋! (그래도 좋은 날이 더 많기를)") là bài hát chính thức đầu tiên danh cho người hâm mộ. Bài hát "Am I Wrong" lấy nhạc mẫu từ bài hát jazz / blues năm 1994 của Keb 'Mo "Am I Wrong" và album ghi nhận Kevin Moore là đồng tác giả và đồng sản xuất.

## Quảng bá
Vào ngày 9 tháng 10 năm 2016, BTS tổ chức buổi xem trước comeback trên Naver V Live. Ngày hôm sau, tại khách sạn Lotte, Seoul, Hàn Quốc, nhóm tổ chức 'Wings Showcase' để phát hành album phòng thu. BTS cũng hứa sẽ có những bài hát mới tại các buổi hòa nhạc sắp tới. Quảng cáo trên các chương trình âm nhạc địa phương tiếp tục đến một tháng, bắt đầu với M Countdown của Mnet vào ngày 13 tháng 10, nơi nhóm biểu diễn ba bài hát: đĩa đơn chính, "Am I Wrong" và "21st Century Girls" trong tuần đầu tiên. Vào ngày 12 tháng 11, buổi hòa nhạc BTS 3RD Muster [ARMY. ZIP +] được tổ chức với lần đầu tiên BTS biểu diễn các bài hát của Wings.

### Video âm nhạc
Video âm nhạc cho ca khúc chủ đề được phát hành vào ngày 10 tháng 10 năm 2016 sau một tháng quảng bá. Video âm nhạc gắn liền với những ám chỉ văn học, triết học và nghệ thuật về tiểu thuyết Demian của Herman Hesse. Lumpens và GDW là những nhà sản xuất và đạo diễn của video.

### Tái phát hành
Ngày 7 tháng 2 năm 2017, danh sách ca khúc của You Never Walk Alone - sản phẩm tái phát hành của Wings được phát hành trên trang chủ và tài khoản Twitter chính thức của BTS, tiết lộ bài hát "Outro: Wings" dưới dạng bản làm lại từ album trước của nhóm. Cùng ngày hôm đó, video âm nhạc chính thức cho "Spring Day" - ca khúc trích từ You Never Walk Alone cũng ra mắt. Album ra mắt ở vị trí số 61 trên Billboard 200, mở rộng kỷ lục của BTS với tư cách là nhóm nhạc K-pop có nhiều mục nhất trên bảng xếp hạng. Bắt đầu từ ngày 18 tháng 2, BTS tổ chức chuyến lưu diễn 2017 BTS Live Trilogy Episode III: The Wings Tour để quảng bá album, với các buổi biểu diễn ở Hàn Quốc, châu Mỹ và các nước châu Á khác nhau. Ở Hàn Quốc, You Never Walk Alone đứng ở vị trí quán quân trên Bảng xếp hạng hàng tuần của Gaon với 373.750 bản trong một tuần, đây là lần thứ bảy cho nhóm đứng đầu bảng xếp hạng hàng tuần và đồng thời, điều này cũng phá vỡ kỷ lục trước đó của Wings.

## Diễn biến thương mại

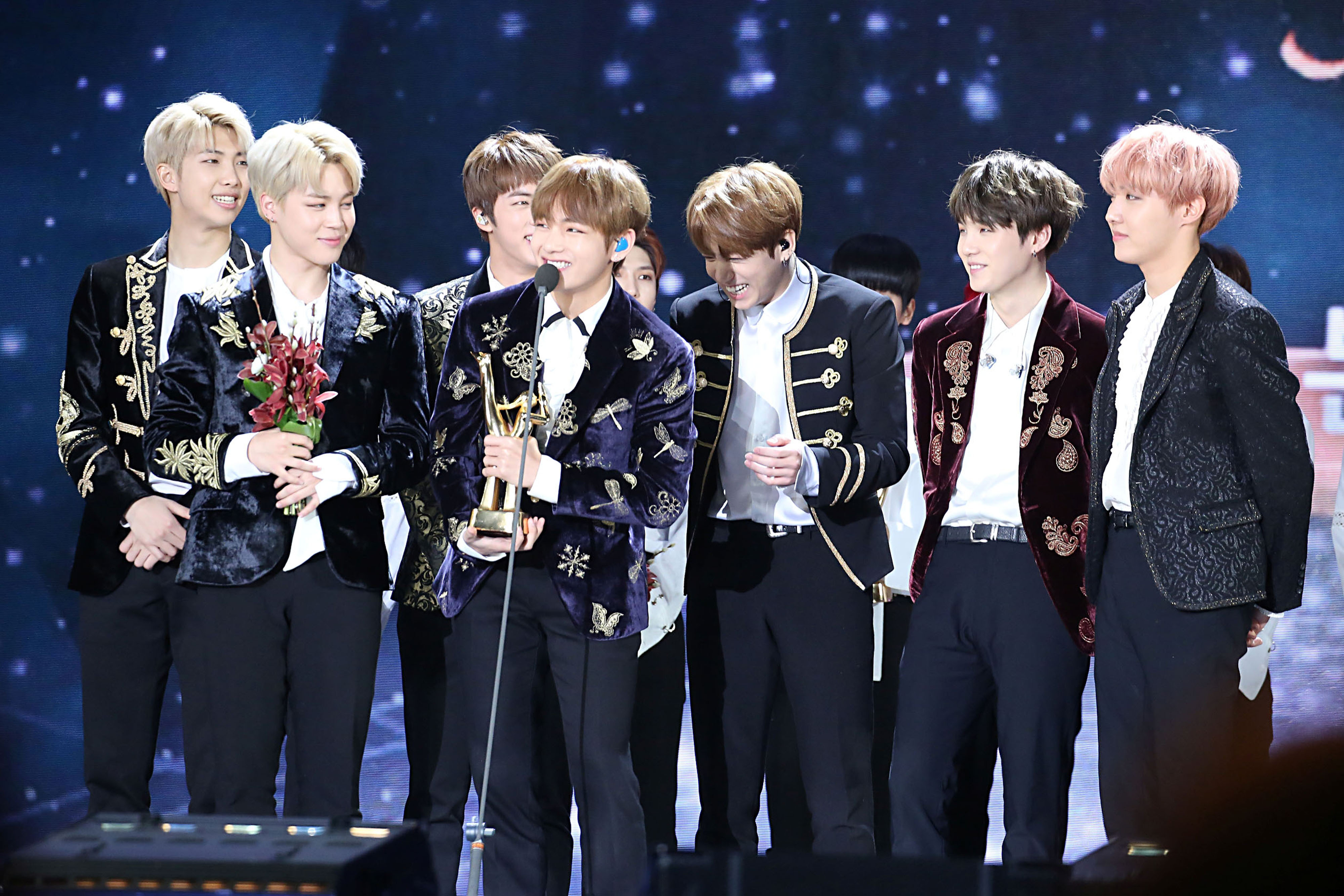
Album giúp BTS nhận Disk Bonsang tại lễ trao giải Golden Disc Awards lần thứ 31 vào ngày 14 tháng 1 năm 2017

Các đơn đặt trước của Wings đạt 500.000 bản trong tuần đầu tiên, nhiều hơn 200.000 so với album tiếng Hàn trước của BTS, The Most Beautiful Moment in Life, Part 2. "Blood Sweat & Tears" sau đó đã phá vỡ kỷ lục video âm nhạc K-pop chạm mốc 10 triệu lượt xem nhanh nhất. Billboard tuyên bố rằng đây là video K-pop có nhiều lượt xem nhiều nhất ở Mỹ trong tháng 10 năm 2016.
Ngay sau khi phát hành, nhóm đã đạt 'all-kill', cùng lúc giữ vị trí quán quân trên tất cả các bảng xếp hạng âm nhạc lớn của Hàn Quốc. Đĩa đơn "Blood Sweat & Tears" trở thành bản hit số 1 trong nước đầu tiên của nhóm trên Gaon Digital Chart. Tất cả 15 bài hát trong album xếp trong top 50 của Gaon Digital Chart, thu hút hơn một triệu lượt tải về và hơn tám triệu lượt stream. Mười ba bài hát của album xuất hiện trên Billboard World Digital Songs, trong đó đĩa đơn chính ra mắt ở vị trí số 1 ở tuần đầu tiên.
Album xếp ở vị trí số 26 trên Billboard 200, trở thành album K-pop bán chạy nhất trên bảng xếp hạng tại thời điểm đó, với 16.000 bản bán ra, trong đó 11.000 bản bán dưới dạng album truyền thống. Album đã đứng trên bảng xếp hạng hơn một tuần, giúp BTS thành nhóm nhạc K-pop đầu tiên đạt kỳ tích này chỉ với một album duy nhất. Trong hai tuần, Wings bán ra 100.000 bản, gần 13.000 bản bán dưới dạng album truyền thống. BTS cũng đứng đầu Billboard World Albums trong tuần 29 tháng 10. Trong tuần thứ ba, doanh số tăng thêm 1.000 bản, trở thành album K-pop bán chạy nhất ở Mỹ trong tuần tiếp theo. BTS xuất hiện lần đầu trên Bảng xếp hạng doanh số album hàng đầu của Billboard vào tuần 29 tháng 10 năm 2016 với vị trí cao nhất ở số 20. Wings là album tiếng Hàn đầu tiên được liệt kê trên UK Albums Chart, ở vị trí số 62. Album đứng ở vị trí số 6 trên Bảng xếp hạng album thế giới cuối năm và là Album K-pop xuất sắc nhất năm 2016 do Billboard bình chọn. Album cũng phá vỡ kỷ lục bảng xếp hạng album của Hàn Quốc với tư cách là album bán chạy nhất trên Bảng xếp hạng hàng tháng của Gaon và là album bán chạy nhất kể từ khi thành lập bảng xếp hạng Gaon. Ngoài việc là album bán chạy nhất năm của Gaon, Wings cũng giành giải Kỷ lục của năm tại Seoul Music Awards, Album của năm (quý 4) tại Gaon Chart Music Awards lần thứ 6 và Disk Bonsang tại Golden Disc Awards lần thứ 31.

## Đánh giá chuyên môn
| Đánh giá chuyên môn | Đánh giá chuyên môn |
| Nguồn đánh giá      | Nguồn đánh giá      |
| Nguồn               | Đánh giá            |
| ------------------- | ------------------- |
| AllMusic            | [ 81 ]              |
| IZM                 | [ 82 ]              |

Wings nhận được sự đánh giá tích cực từ các nhà phê bình, vì giải quyết các vấn đề xã hội như sức khỏe tâm thần và quyền phụ nữ. Fuse liệt kê Wings ở vị trí số 8 trong danh sách 20 Album hay nhất năm 2016 của họ. Album này cũng đứng đầu danh sách "10 K-Pop Album xuất sắc nhất 2016" của Billboard. Tạp chí này khen ngợi sự tham gia của BTS trong việc đồng sáng tác và sản xuất và lựa chọn sáng tác để cho phép mỗi thành viên một bài hát solo phản ánh phong cách âm nhạc riêng lẻ, cho thấy rằng "nhóm có thể cạnh tranh với các nhóm nhạc pop hàng đầu". Bảng xếp hạng cũng mô tả âm nhạc của BTS là một sự "tư duy tiến bộ", nói đến giai điệu tropical house và EDM trong album và lời bài hát thảo luận về mặt tối của các vấn đề sức khỏe tâm thần.
Nick Murray từ tạp chí Rolling Stone gọi Wings là "một trong những album nhạc pop đầy tham vọng cả về mặt chủ đề lẫn âm nhạc nhất năm 2016." Tamar Herman của Billboard đã viết một bài báo về album tái phát hành You Never Walk Alone, trong đó cô mô tả đĩa đơn "Spring Day" là một "bài hát hip-hop được truyền tải với nhạc khí rock và giai điệu EDM qua đàn synthesizer" kết hợp các yếu tố rap mà BTS đã được biết đến với "giọng hát mơ mộng và lời bài hát khao khát". "Spring Day" xếp thứ 1 trên danh sách "20 bài hát K-Pop hay nhất năm 2017" của Dazed Digital. Tạp chí mô tả bài hát là "một nghiên cứu về sự mất mát và khao khát có tính thông minh, thuyết phục và không cầu kỳ".

## Danh sách bài hát
Các khoản ghi chú được trích từ hồ sơ của album chính thức trên Naver.
| STT              | Nhan đề | Sáng tác                                                                             | Sản xuất                                            | Thời lượng |
| ---------------- | --- | ------------------------------------------------------------------------------------ | --------------------------------------------------- | ---------- |
| 1.               | "Intro: Boy Meets Evil" (thể hiện bởi J-Hope)                                                                                         | Pdogg J-Hope RM                                                                      | Pdogg                                               | 2:01       |
| 2.               | "피 땀 눈물" (Pi ttam nunmul / Blood Sweat & Tears)                                                                                   | Pdogg RM Suga J-Hope "Hitman" Bang Kim Do-hoon                                       | Pdogg                                               | 3:37       |
| 3.               | "Begin" (thể hiện bởi Jungkook) | Tony Esterly David Quinones RM                                                       | Tony Esterly                                        | 3:49       |
| 4.               | "Lie" (thể hiện bởi Jimin) | Docskim Sumin "Hitman" Bang Jimin Pdogg                                              | DOCSKIM                                             | 3:35       |
| 5.               | "Stigma" (thể hiện bởi V) | Philtre V Slow Rabbit "Hitman" Bang                                                  | Philtre                                             | 3:36       |
| 6.               | "First Love" (thể hiện bởi Suga) | Miss Kay Suga                                                                        | Miss Kay Suga                                       | 3:09       |
| 7.               | "Reflection" (thể hiện bởi RM) | RM Slow Rabbit                                                                       | RM Slow Rabbit                                      | 3:53       |
| 8.               | "MAMA" (thể hiện bởi J-Hope) | Primary Pdogg J-Hope                                                                 | Primary Pdogg                                       | 3:32       |
| 9.               | "Awake" (thể hiện bởi Jin) | Slow Rabbit Jin J-Hope June Pdogg RM "Hitman" Bang                                   | Slow Rabbit                                         | 3:46       |
| 10.              | "Lost" (song by Jungkook, V, Jimin, Jin)                                                                                              | Pdogg Supreme Boi Peter Ibsen Richard Rawson Lee Paul Williams RM June               | Pdogg                                               | 4:01       |
| 11.              | "BTS Cypher Pt. 4" (song by RM, J-Hope, Suga)                                                                                         | Chris 'Tricky' Stewart Medor J. Pierre RM J-Hope Suga                                | Chris 'Tricky' Stewart Medor J. Pierre              | 4:54       |
| 12.              | "Am I Wrong" (bản mẫu từ "Am I Wrong" của Keb' Mo')                                                                                   | Keb' Mo' Sam Klempner James Reynolds Josh Wilkinson RM Supreme Boi Gaeko Pdogg Adora | Keb' Mo' Sam Klempner James Reynolds Josh Wilkinson | 3:33       |
| 13.              | "21세기 소녀" (21-segi sonyeo / 21st Century Girls)                                                                                   | Pdogg "Hitman" Bang RM Supreme Boi                                                   | Pdogg                                               | 3:12       |
| 14.              | "둘! 셋! (그래도 좋은 날이 더 많기를)" (Dul! Set! [Geuraedo jo-eun nari deo mankireul] / Two! Three! [Still Wishing For Better Days]) | Slow Rabbit Pdogg "Hitman" Bang RM J-Hope Suga                                       | Slow Rabbit Pdogg                                   | 4:32       |
| 15.              | "Interlude: Wings" | Pdogg Adora RM J-Hope Suga                                                           | Pdogg                                               | 2:24       |
| Tổng thời lượng: | Tổng thời lượng: | Tổng thời lượng:                                                                     | Tổng thời lượng:                                    | 53:50      |

| You Never Walk Alone | You Never Walk Alone                          | You Never Walk Alone                                          | You Never Walk Alone | You Never Walk Alone |
| STT                  | Nhan đề                                       | Sáng tác                                                      | Sản xuất             | Thời lượng           |
| -------------------- | --------------------------------------------- | ------------------------------------------------------------- | -------------------- | -------------------- |
| 15.                  | "봄날" (Bomnal / Spring Day)                  | Pdogg RM Adora "Hitman" Bang Arlissa Ruppert Peter Ibsen Suga | Pdogg                | 4:34                 |
| 16.                  | "Not Today"                                   | Pdogg "Hitman" Bang RM Supreme Boi June                       | Pdogg                | 3:51                 |
| 17.                  | "Outro: Wings" (Interlude: Wings' remake)     | Pdogg Adora RM J-Hope Suga                                    | Pdogg                | 3:45                 |
| 18.                  | "A Supplementary Story: You Never Walk Alone" | Pdogg "Hitman" Bang RM Suga J-Hope Supreme Boi                | Pdogg                | 2:36                 |
| Tổng thời lượng:     | Tổng thời lượng:                              | Tổng thời lượng:                                              | Tổng thời lượng:     | 66:11                |

## Xếp hạng
| Bảng xếp hạng (2016–2017)                | Vị trí cao nhất      |    |
| ---------------------------------------- | -------------------- | -- |
| Bảng xếp hạng (2016–2017)                | Album Anh Quốc (OCC) | 62 |
| Bỉ (Ultratop Flanders)                   | 72                   |    |
| Bỉ (Ultratop Wallonia)                   | 149                  |    |
| Album Canada (Billboard)                 | 19                   |    |
| Đài Loan (G-Music)                       | 1                    |    |
| Hà Lan (MegaCharts)                      | 68                   |    |
| Hàn Quốc (Gaon Chart)                    | 1                    |    |
| Album Hoa Kỳ Billboard 200               | 26                   |    |
| Album Hoa Kỳ Independent (Billboard)     | 9                    |    |
| Album Hoa Kỳ World (Billboard)           | 1                    |    |
| Album Ireland (IRMA)                     | 71                   |    |
| Na Uy (VG-lista)                         | 24                   |    |
| New Zealand (RMNZ)                       | 24                   |    |
| Nhật Bản (Oricon Albums Chart)           | 7                    |    |
| Nhật Bản Hot (Billboard)                 | 11                   |    |
| Pháp (SNEP)                              | 161                  |    |
| Album Phần Lan (Suomen virallinen lista) | 31                   |    |
| Album Scotland (OCC)                     | 55                   |    |
| Thụy Điển (Sverigetopplistan)            | 56                   |    |
| Thụy Sĩ (Schweizer Hitparade)            | 62                   |    |

| Bảng xếp hạng (2016-2017)    | Vị trí cao nhất           |   |
| ---------------------------- | ------------------------- | - |
| Bảng xếp hạng (2016-2017)    | Hàn Quốc Gaon Album Chart | 1 |
| Nhật Bản Oricon Albums Chart | 25                        |   |

| Bảng xếp hạng (2016)          | Vị trí cao nhất |
| ----------------------------- | --------------- |
| Hàn Quốc Gaon Album Chart     | 1               |
| Hoa Kỳ Billboard World Albums | 6               |
| Bảng xếp hạng (2017)          |                 |
| Hàn Quốc Gaon Album Chart     | 35              |
| Hoa Kỳ Billboard World Albums | 9               |
| Bảng xếp hạng (2018)          |                 |
| Hàn Quốc Gaon Album Chart     | 34              |

## Doanh số và chứng nhận
| Quốc gia          | Doanh số   |
| ----------------- | ---------- |
| Hàn Quốc (Gaon)   | 1,040,990  |
| Nhật Bản (Oricon) | 57,421     |
| Trung Quốc        | 156.693+   |
| Hoa Kỳ            | Hơn 23.000 |

## Giải thưởng
| Nhà phê bình/Nhà xuất bản | Danh sách                                             | Vị trí | Chú thích |
| ------------------------- | ----------------------------------------------------- | ------ | --------- |
| AllMusic                  | AllMusic Year In Review 2016: Các Album Pop Yêu Thích | —      | [ 119 ]   |
| Fuse                      | 20 Album Hay Nhất 2016                                | 13     | [ 120 ]   |
| KultScene                 | Album Hàn Quốc Hay Nhất 2016                          | —      | [ 121 ]   |

| Năm  | Lễ trao giải                      | Giải thưởng           | Kết quả   | Chú thích       |
| ---- | --------------------------------- | --------------------- | --------- | --------------- |
| 2016 | Hanteo Awards                     | Giải album            | Đoạt giải | [ 122 ]         |
| 2017 | Gaon Chart Music Awards lần thứ 6 | Album của năm (quý 4) | Đoạt giải | [ 123 ] [ 124 ] |
| 2017 | Golden Disc Awards lần thứ 31     | Disk Bonsang          | Đoạt giải | [ 125 ]         |

## Lịch sử phát hành
| Bản   | Quốc gia  | Ngày                      | Định dạng       | Nhãn đĩa              |
| ----- | --------- | ------------------------- | --------------- | --------------------- |
| Wings | Hàn Quốc  | Ngày 10 tháng 10 năm 2016 | CD, tải nhạc số | Big Hit Entertainment |
| Wings | Nhiều nơi | Ngày 10 tháng 10 năm 2016 | Tải nhạc số     | Big Hit Entertainment |
| Wings | Nhật Bản  | Ngày 12 tháng 10 năm 2016 | CD              | Pony Canyon           |
| Wings | Malaysia  | Ngày 17 tháng 10 năm 2016 | CD, tải nhạc số | Universal Music Group |
| Wings | Đài Loan  | Ngày 4 tháng 11 năm 2016  | CD, tải nhạc số | Universal Music Group |